# Anatoli Grigorjewitsch Stepanenko
Anatoli Grigorjewitsch Stepanenko (russisch Анатолий Григорьевич Степаненко; * 23. August 1949 in Karaganda, Kasachische SSR) ist ein ehemaliger sowjetischer Radrennfahrer und nationaler Meister im Radsport.

## Sportliche Laufbahn
Stepanenko war Bahnradsportler und bestritt auch Straßenradsport. Mit 15 Jahren begann er mit dem Radsport und war in der Sowjetunion aktiv. Dort war er Mitglied der Nationalmannschaft im Bahnradsport. 1973 gewann er den nationalen Titel in der Mannschaftsverfolgung.
1971 wurde er bei den Bahnradsport-Weltmeisterschaften mit Wiktar Bykau, Wladimir Kusnezow und Eduard Rapp Vierter. Bei den Olympischen Sommerspielen in München 1972 wurde der sowjetische Bahnvierer mit Wiktar Bykau, Wladimir Kusnezow, Anatoli Stepanenko und Aleksander Judin auf dem 5. Platz klassiert.
Auf der Straße bestritt er 1974 die Marokko-Rundfahrt und 1975 die Algerien-Rundfahrt.

## Berufliches
Nach seiner aktiven Karriere und dem Abschluss seines Sportstudiums arbeitet er als Trainer im Radsport.